# Membranobalanus acutus
Membranobalanus acutus is een zeepokkensoort uit de familie van de Archaeobalanidae. De wetenschappelijke naam van de soort is voor het eerst geldig gepubliceerd in 1993 door Kolbasov.